# Laura Keene
Laura Keene, född 1826, död 1873, var en amerikansk skådespelare. Hon hade en framgångsrik karriär i USA från 1852 till 1870. Hon är känd som den skådespelerska som spelade den kvinnliga huvudrollen i föreställningen Our American Cousin som gavs på Ford's Theater i Washington, D.C. när attentatet på president Abraham Lincoln ägde rum den 14 april 1865.